# Eligius
Eligius van Noyon of Sint-Elooi (Chaptelat bij Limoges, tussen 588 en 590 – Noyon aan de Oise, 1 december 660), was bisschop van Noyon-Tournai. Als de heilige Eligius, of Sint Eloy, is hij beschermheilige van talrijke beroepsgroepen.

## Levensloop
Eligius is geboren in Chaptelat, een dorp nabij Limoges in de Franse landstreek Aquitanië. Zijn moeder was Terrigie; zijn vader Eucher was pottenbakker. Eligius wilde volgens de overlevering hoefsmid worden. Hij werd echter opgeleid tot goudsmid bij Abbo van Limoges, muntmeester van Limoges en koninklijk schatkistbewaarder van Neustrië. Op aanbeveling van Abbo vroeg koning Chlotarius II aan Eligius om voor hem een gouden met edelstenen versierde troon te maken. Nadat het werk klaar was, gaf Eligius het resterende goud terug aan de koning. Deze eerlijkheid bezorgde hem de functie van muntmeester van Marseille en een plaats in de hofhouding.
Na de dood van Chlotharius II (629 of 630) benoemde zijn zoon, koning Dagobert I, Eligius tot belangrijkste adviseur. Hij wekte haat en afgunst op bij degenen die het met de wet en de moraal niet zo nauw namen. De faam van Eligius verspreidde zich snel en ambassadeurs betoonden hem eer alvorens de koning met een bezoek te vereren. Toen Eligius kans zag om de Bretonse koning Judicaël over te halen zich te onderwerpen aan het Frankische gezag, steeg zijn invloed nog meer. Eligius gebruikte zijn bekendheid door geld in te zamelen voor de armen en Romeinse, Gallische, Bretonse, Saksische en Moorse slaven vrij te kopen die dagelijks in Marseille werden aangevoerd. Ook stuurde hij dienaren uit om de lichamen van de terechtgestelde misdadigers een fatsoenlijke begrafenis te bezorgen. Hij werd, samen met zijn vriend Audoënus (ook bekend als Dado of Ouen), aan het hof gezien als iemand met een respectvolle levenswijze, omdat hij leefde overeenkomstig de regels van het Ierse kloosterleven, in Gallië bekendgeraakt door Columbanus. Hij voerde deze leefwijze ook in het klooster van Solignac in, dat hij in 632 stichtte en in het nonnenklooster van Parijs. Eligius liet de basiliek van Paulus in Parijs bouwen en liet de basiliek van Saint-Martial restaureren. Verder liet hij kerken bouwen gewijd aan Martinus van Tours, de patroon van de Franken, en Dionysius van Parijs, de patroonheilige van de koning.

### Bisschop
Na de dood van koning Dagobert verlieten Eligius en Audoënus het hof en werden tot priester gewijd. Na het overlijden van Acharius, de bisschop van Noyon-Tournai, op 13 mei 640 volgde Eligius hem op met de uitdrukkelijke steun van de geestelijkheid en het volk. De inwoners van zijn bisdom waren voornamelijk ongelovigen. Eligius richtte zich op de Ierse kerstening van de Vlamingen (Morinen en Menapiërs), de inwoners van Antwerpen en Brabant (zoals de Nerviërs), de Friezen en andere stammen langs de kust.
In 654 stemde Eligius in met de toewijzing van de immuniteit aan de abdij van Saint-Denis in Parijs, waardoor deze een eigen rechtspraak kreeg. In zijn eigen bisschoppelijke stad Noyon liet hij een nonnenklooster bouwen en begiftigde deze. Toen het lichaam van de heilige Quintinus gevonden was, stichtte bisschop Eligius een kerk met bijbehorend klooster tot zijn nagedachtenis. Uit deze periode zijn nog een preek bekend waarin Eligius de plaatselijke gewoonten van zijn tijd bestrijdt, hij bestempelde dat als 'heidens', een preek over het laatste oordeel en een brief uit 645 waarin hij om geld vraagt voor bisschop Desiderius van Cahors. Van veertien andere preken die aan hem worden toegeschreven is de authenticiteit onzeker.
Als edelsmid vervaardigde Eligius onder meer reliekschrijnen voor Germanus van Auxerre, Genoveva van Parijs en voor Martinus van Tours. Hij was een kundig vakman en groot kunstenaar.

## Hagiografie
In de hagiografie die Audoënus rond 670 over Eligius schreef, staat verhaald dat Eligius alle door de plaatselijke bewoners vereerde heiligdommen die hij bij Antwerpen aantrof, vernietigde.

## Legenden
Over Eligius bestaan veel, soms zeer ongeloofwaardige, legenden. Vooral het bekende verhaal De afneembare paardenvoet is vaak door kunstenaars uitgebeeld.

### Profetie
Het verhaal gaat dat de zwangere moeder van Eligius, Terrigie, in een droom een adelaar zag die haar driemaal een boodschap verkondigde. Eerst durfde zij niemand te vragen wat deze boodschap betekende, maar na de geboorte werd een duider ontboden die haar vertelde dat haar zoon een belangrijke rol in de Rooms-Katholieke kerk zou spelen en een heilige zou worden.

### Het geërfde paard
Een tweede verhaal vertelt van de bemoeienis van Eligius met een paard dat hem zelf had toebehoord. Eligius bezat in dit verhaal een paard dat buitengewoon gewillig en zacht van karakter was. Na zijn dood erfde de pastoor, die de kathedraal beheerde, het dier. Maar Momelinus, de bisschop die hem opvolgde op de stoel van Noyon, liet het paard zonder meer weghalen omdat het, naar hij zei, zijn eigendom geworden was. De pastoor verzette zich niet, maar nam zijn toevlucht tot Sint-Eligius. En nauwelijks was het paard in het bezit van de bisschop of het liep kreupel en zag er zwak en ziek uit. De bisschop ontbood een paardenkenner en goed veearts en beval hem alles te doen om het paard te genezen. Maar al liet de man niets onbeproefd, geen enkele remedie bracht uitkomst. Het werd integendeel zó dat niemand het dier meer durfde naderen, omdat het dan wild werd en met de benen schopte. De bisschop werd bang dat hij het dier zou verspelen en schonk het aan een nobele dame, die hem beloofde zeer goed voor het dier te zullen zorgen. Toen ze een rit wilde maken, bokte en steigerde het paard en werd ze hard tegen de grond gesmeten. Ze leed hevig en beval het paard aan de bisschop terug te bezorgen. En in plaats van een dankwoord gaf ze de bediende heftige verwijten voor de bisschop mee.
De bisschop liet het paard opnieuw met alle zorgen omringen, maar het hielp niet. Ten slotte gaf een priester de bisschop de raad, nu hij het dier toch niet gebruiken kon, het terug te sturen naar de pastoor die het geërfd had. Toen het dier een paar dagen bij de pastoor terug was, gedroeg het zich weer even willig als tevoren. En zolang het paard eigendom bleef van de pastoor, leek het niet te verouderen.

### De kwaadaardige smid
Eligius wandelde langs de wegen en gebruikte daarbij een staf. Maar bij gebruik als polsstok, toen hij een greppel over moest, brak de staf bijna door. Eligius zocht naar een smederij waar men er een ijzeren band omheen kon leggen, zodat hij de stok weer gebruiken kon.
Toen hij een smid gevonden had en hem vroeg het karweitje voor hem op te knappen, kreeg hij een nors antwoord. Voor zulk prutswerk had de smid geen tijd. Eligius verliet de smidse en trof buiten een stokoude vrouw die hem vertelde dat de smid altijd al een verwaande en hovaardige man was geweest, maar dat het zou helpen als men hem aansprak met baas bovenbaas.
Eligius volgde de raad op, de smid deed het karwei en Eligius bedankte hem. Maar alvorens weg te gaan, riep Eligius de oude vrouw naar binnen, greep haar rond het middel, hield haar even boven het laaiende smidsvuur en zette haar als jonge maagd weer op de grond. Eligius ging met haar naar buiten en ieder ging zijn eigen weg.
Nu had de smid een vrouw, die zó lelijk was dat hij haar aan niemand durfde laten zien. Na het vertrek van Eligius haalde hij haar uit het huis waar hij haar opgesloten hield en deed met haar wat hij de heilige met de oude vrouw had zien doen. Maar haar kleren vatten vlam, zij jammerde verschrikkelijk en ten slotte was zij aan een kant al helemaal verkoold. De smid wist in zijn wanhoop niets anders te doen dan haar over het aambeeld te leggen om er met zijn hamer nog enig model in te slaan, maar daarmee maakte hij alles nog erger dan het al was. Toen vloog hij naar buiten om de vreemdeling te zoeken die hij had willen na-apen en zag in de verte nog juist zijn hoofd boven het gewas. Eligius ging op zijn verzoek met hem terug, maar toen hij de smidsvrouw zag schudde hij het hoofd en zei dat het ook voor hèm onmogelijk was dáár nog iets goeds van te maken.
Later is aan dit verhaal nog toegevoegd dat Eligius in een luide lach schoot en de smid de raad gaf uit zijn vrouw maar een aap te smeden.

### De etymologie van Ourscamp
Op een van zijn lange tochten in het grote bisdom dat hij bestuurde, wilde Eligius een kleine kapel bouwen voor de ter plaatse kersvers gewonnen christenen. Een kleine jongen met een sterke, gewillige os hielp hem daarbij. Terwijl de heilige zo, biddend en zingend, aan het bouwen was, sprong er een woeste beer uit het woud. De beer stortte zich op de os en verscheurde deze helemaal.
Eligius beval de beer, in Gods naam, om als boetedoening voor zijn euveldaad voortaan het werk van de os te doen. En meteen verloor de beer zijn woestheid, boog zijn ruige hals voor de heilige als vroeg hij om het juk van de os. Toen hem dat was opgelegd en er een teugel aan zijn bek was vastgemaakt, deed hij al wat eerst de os deed. De plaats waar dit gebeurd zou zijn, ligt aan de oever van de Oise en heet vandaag nog Ourscamp, dat wil zeggen Berenkamp.

### De afneembare paardenvoet
Al op jonge leeftijd leerde Eligius hoe hij metaal kon bewerken en hij bleek een voortreffelijk leerling voor wie alles mogelijk was. Eens werkte hij voor een smidsbaas die zeer overtuigd was van zijn eigen kunnen en daarom boven de deur van zijn smederij het opschrift Meester boven de meesters had aangebracht. Toen op zekere dag een weerspannig paard werd binnengebracht, wist de meester daar geen raad mee. Eligius ging echter rustig naar het paard, nam het been eraf, voorzag de hoef op het aambeeld van een nieuw ijzer en zette het been weer aan de romp van het paard, waarna het dier vrolijk wegdraafde.
De baas liet dit niet op zich zitten en probeerde het kunststukje bij een volgende lastige klant. Dit dier begon echter hevig te bloeden, waarop de smid ten einde raad zijn leerling te hulp riep. De jonge Eligius stelde echter als voorwaarde dat zijn baas het trotse opschrift boven de deur moest weghalen. Toen dit gebeurd was, hield het bloeden onmiddellijk op. Eligius zette het been er weer aan en het paard verliet hinnikend de smidse, terwijl de smid vroeg hoe dat kon.
Een beeld met de uitbeelding van dit verhaal bevindt zich in de kerk te Plozévet in Bretagne.

### Nog meer legenden
- Eligius werd in zijn smidse door de duivel bezocht, maar hield hem met een tang aan de neus vast. Een variant op dit verhaal is dat Eligius door de duivel in vrouwenkleren werd verleid, maar dat hij de duivel verjoeg door hem een gloeiende kool in het gezicht te duwen.
- Eligius verontschuldigde zich bij de koning omdat hij bij de landverdeling een klooster abusievelijk een voet te veel had toebedeeld.
- Bij het overbrengen van het gebeente van de heilige Martialis openden de deuren van de gevangenis vanzelf voor een algemene amnestie.
- Bij een stalbrand redde Eligius de kerk van de heilige Martialis van verwoesting door het vuur.
- Eligius wekte een ten onrechte gehangene weer tot leven.
- Tijdens een preek dreef Eligius boze geesten uit.
- Eligius werd in het gewaad van koningin Clothilde begraven. Zijn dode lichaam was zo zwaar, dat het niet naar Chelles vervoerd kon worden, zelfs niet door verscheidene mannen. Het ging echter plotseling heel gemakkelijk toen men hem naar Saint Loup te Noyon bracht.

## Naamvarianten
| Eligius is ook bekend onder de namen: - Elooi (vnl. Vlaams) - Éloi (Frans en Waals) - Eloy (vnl. Nederlands) - Eligio (Italiaans) - Elegio (Spaans) | en onder de roepnamen: - Loo, Looi en Loy - Alar - Elaere - Elar - Elard - Eler - Iler |

Zijn naam betekent de uitverkorene (Latijn, van eligere 'uitkiezen').

## Attributen in deiconografie
Kelk, (gekroonde) hamer, (gekroond) aambeeld, tang, paardenvoet, reliekschrijn.

## Patroonheilige en beschermheilige
- Patroonheilige van: goud- en zilversmeden, hoefsmeden, slotenmakers, smeden (algemeen), metaalbewerkers, muntmeesters, muntenverzamelaars, graveurs, horlogemakers, lampenmakers, elektriciens, informatici, korfvlechters, zadelmakers, wagenmakers, koetsenbouwers (moderne variant: garagehouders), koetsiers en voerlieden (Brugge, 19e eeuw), paardenhandelaren, dierenartsen, boeren en boerenknechten, [pachter]s en spoorwegpersoneel.[bron?]
- Beschermheilige tegen: geldgebrek, epidemieën, steenpuisten, zweren, zenuwziekten, kindergeschreeuw en paardenziekten.

## Rooms-Katholieke gedenkdag
1 december en de zondag na 24 juni (translatiefeest). Zijn feestdag op 1 december wordt 'koude Elooi' genoemd; zijn translatiefeest op de zondag na 24 juni 'warme Elooi'.

## Bedevaartsplaatsen

### België
Plaatsen in België waar de heilige Eligius werd of wordt vereerd: Aalst, Aarsele, Antwerpen, Bertem, Brugge, Buken, Burst, Eeklo, Eine, Elene, Ettelgem, Evergem, Gentbrugge, Geraardsbergen, Grembergen, Grimminge, Hechtel, Herdersem, Houthalen, Kanegem, Kortrijk, Kieldrecht, Kruishoutem, Leeuwergem, Lieferinge, Maarke,Meulebeke, Meise, Merelbeke, Millegem (Ranst), Neerglabbeek, Oostrozebeke, Schuurhoven, Sint-Goriks-Oudenhove, Tielrode, Velm, Vliermaal, Vosselaar, Wielsbeke, Wetteren en Zeveneken.

### Nederland
Plaatsen in Nederland waar de heilige Eligius werd of wordt vereerd: Huisseling, Oud-Geleen, Schinveld en Sint-Geertruid.

## Vereringen en relikwieën
In de Rooms-Katholieke kunst wordt Eligius vaak uitgebeeld in een bisschopsgewaad met een kromstaf in de linkerhand en een miniatuur kerk van geciseleerd goud op de open palm van zijn rechterhand. Ook is hij wel afgebeeld met een (gekroonde) smidshamer, aambeeld of tang in plaats van de kromstaf. Tot op de dag van vandaag worden er munten en kerkelijke gebruiksvoorwerpen van Eligius' hand bewaard.
Eligius wordt vooral vereerd in Vlaanderen, de provincie Antwerpen, in Doornik en in de omgeving van Gent, Brugge en Dowaai. Gedurende de Middeleeuwen werden zijn relikwieën bijzonder vereerd en zijn deze vaak naar andere plaatsen overgebracht (881, 1066, 1137, 1255 en 1306). Op afstand de belangwekkendste relieken bevinden zich in een reliekschrijn te Noyon. Binnen de Benelux bevindt zich thans nog een relikwie in:
- Sint Elooien-kapel op de Hasseltberg te Meise (België)
- Sint Eloois-kapel op de Brandegems Ham te Merelbeke (België)
- Sint-Martinuskerk in Rijmenam (België)
- Sint-Pieters-Bandenkerk in Bertem (België)
- St. Eloyen Gasthuis in Utrecht (sinds 2006) (Nederland)
- Dominicuskerk in Oog-in-Al te Utrecht (boven het altaar van St. Eloy)
- Kapel van de HH. Eligius en Marcoen in de Sint-Servaasbasiliek in Maastricht (voorheen in de Dominicanenkerk)
- Parochiekerk van de HH. Marcellinus en Petrus te Oud-Geleen (Nederland)
- In Vosselare (Vlaanderen) wordt een relikwiehamer van hem bewaard
- Sint-Salvatorskathedraal in Brugge (België). Het reliekschrijn (1612) van Jan Crabbe wordt jaarlijks meegedragen in de Heilig Bloedprocessie.
- Sint-Elooiskerk in Kortrijk bezit 2 relikwieën en 6 beelden van Sint-Elooi.

In Rijmenam (bij Mechelen) herdenkt men de overbrenging van zijn relieken in 1739 met paardenzegeningen en processies op de zondag na 24 juni. Op de zondag van of na 23 juni vindt in Maarke (Vlaanderen) een processie voor hem plaats. Op de zondag na 29 juni worden in Leeuwergem en Tielrode (Vlaanderen) Eligiusprocessies gehouden met paardenzegening. Een soortgelijke processie vindt in Temse plaats op de laatste zondag van juni en in Merelbeke en Vosselare op de eerste zondag van juli. Op de tweede maandag na 6 juli organiseert de Elooisgilde van Pittem (Vlaanderen) de Zotte-Maandagstoet. Ook Meise en Antwerpen hebben op of rond zijn feestdag een St.-Elooisviering.
In Frankrijk is zijn bisschopsstad Noyon vanouds het centrum van zijn verering. Vroeger was ook de Abdij van Sint-Elooisberg een belangrijk bedevaartcentrum, maar deze werd in 1793 vernietigd. De Pardon des Chevaux te Saint-Éloy (departement Côtes-du-Nord) vindt plaats op de eerste zondag van september.

## Sint-Elooimuseum
In Wommelgem (België) bevindt zich een Sint-Elooimuseum.

## Naamdragers

### Personen
- Eligius Dekkers, Nederlands abt
- Eligius Denys, Belgisch politicus
- Eligius Fromentin (ca. 1767-1822), Amerikaans politicus
- Eloi Glorieux, Vlaams parlementslid voor Groen
- Eloi Meulenberg, Belgisch wielrenner
- Eligius Pruystinck, theoloog
- Armand Éloi, Belgisch acteur
- Jan Eloy Brom, Nederlands edelsmid en conservator
- Peter Eloy Staal, directeur van ANWB Golf en auteur van diverse boeken

### Cultureel (broederschappen inbegrepen)
- Eligiuskoor te Sint-Eloois-Winkel (België)
- Eligius Ensemble te Ruddervoorde (België)
- Saint Éloi, personage in het lied Le bon Roi Dagobert
- St. Eloyen Gasthuis, voormalig gildehuis en gasthuis voor de smeden te Utrecht (eerste vermelding in 1304)
- Eureloy, vereniging van Europese organisaties met Eligius als patroon
- Broederschap van Sint-Eligius te Antwerpen
- Société de Saint-Éloi te Bouillon (België)
- Association Royale Confraternelle des Disciples de Saint-Éloi te Jumet (België)
- Confrérie de Saint-Éloi te Laneffe (België)
- Confrérie "Saint-Éloi" te Le Roux (België)
- Broederschap van Sint-Elooi te Meise (België)
- Société Royale Saint-Éloi te Namen (België)
- Confrérie Sint-Elooi te Tielrode (België)
- Confrérie Sint-Elooi te Grembergen (België)
- Vriendenkring Sint-Elooi te Wommelgem/Ranst (België)
- Sankt Eligiusbruderschaft 1433 - Schmiedezunft Dülken e.V. te Dülken (Duitsland)
- Sint-Eligius Gilde te Bremt (Bierbeek) (België)
- Sint-Elooi's Gilde te Wetteren (België)
- Sankt Eligius Gilde Goch te Goch (Duitsland)
- Sankt Eligius Gilde Kalkar te Kalkar (Duitsland)
- Sankt Eligius Kevelaer te Kevelaer (Duitsland)
- Goldschmiede Gilde Sankt Eligius te Paderborn (Duitsland)
- Elenden-Bruderschaft Sankt Eligius te Witten (Duitsland)
- Confrérie des charitables de Saint-Éloi Béthune te Béthune (Frankrijk) (opgericht in 1188)
- Ass. Amis de Saint-Éloi te Duinkerken (Frankrijk)
- Confrérie de Saint-Éloi Chaptelat te Chaptelat (Frankrijk)
- Saint-Éloi te Montauban (Frankrijk)
- Confrérie de Saint-Éloi Noyon te Noyon (Frankrijk)
- Confrérie de Saint-Éloi de Rognonas en Provence te Rognonas (Frankrijk)
- Confrérie de Saint-Éloi Senlis te Senlis (Frankrijk)
- Confrérie de Saint-Éloi, Ordre de la Chaîne et de la Clef d'Or te Toulouse (Frankrijk)
- Confraternita di S. Eligio de Ferrari te Rome (Italië)
- Arciconfraternita di San Eligio degli Orefici te Rome (Italië)

### Kerken
(Zie ook de doorverwijspagina Sint-Eligiuskerk voor een uitgebreide lijst.)
- Sint-Eligiuskerk te Kruishoutem (België)
- Kerk OLV-Geboorte en Sint-Eligius te Waarmaarde (België)
- Sint-Eligiuskerk te Gentbrugge (België)
- Sint-Elooi Kapel te Meise (België)
- Eulogius-Kapelle te Hohenfels uit 1696 (Duitsland)
- Sint-Eligiuskerk te Oostburg (NL)
- Sint-Eligiuskerk te Antwerpen (België) uit 1905
- Sint-Eligiuskerk te Schinveld (Zuid-Limburg, Nederland)
- Sint-Elooikerk te Zedelgem (België) uit 1960
- Sint-Eligiuskerk te Eine (België)
- Sint-Eligiuskerk te Staden op De Vijfwegen (België) uit 1960
- Sint-Eligiuskerk te Lewedorp (NL)
- Sint-Eligiuskerk te Ruddervoorde (België)
- Sint-Eligiuskerk te Sint-Eloois-Winkel (België)
- Sint-Eligiuskerk te Westouter (België)
- Sint-Eligiuskerk te Snellegem (België)
- Sint-Eligiuskerk te Ettelgem (België)
- Sint-Elooiskerk te Kortrijk (België)
- Sint-Elooikapel in Grembergen (België)

### Scholen
- Leef- en leerschool Sint-Elooi Wingene
- Sint-Eligiusinstituut te Antwerpen
- Sint-Elooischool te Merelbeke
- RKBS Eloyschool te Apeldoorn
- Sint-Elooischool Lochristi-Zeveneken (BE)

### Topografisch
- Sint-Eloois-Vijve (Waregem, België)
- Sint-Eloois-Winkel (gemeente Ledegem).
- Saint-Éloi, dorp bij Rignieux-le-Franc (Frankrijk)
- Saint-Éloi, dorp bij Cunac (Frankrijk)
- Saint-Éloi, dorp noordoostelijk van Lausanne, vlak bij de Franse grens in Zwitserland

### Verenigingen
- Schutterij St. Eligius-Juliana te Schinveld
- Koninklijke Fanfare Sint-Eligius te Lommel (België)
- Koninklijke Sint-Eligiusgilde te Ertvelde (België)
- goudsmidsgilde van Zilverstad Schoonhoven (Nederland), gilde van st.Eloy

### Zorg
- Woon- en Zorgcentrum Sint-Eligius te Zeveneken (België)
- St. Eligius Health Center te Duluth, Minnesota (Verenigde Staten)

## Weerspreuken
Zoals dat met meer heiligen het geval is, komt ook Eligius voor in diverse weerspreuken:
- Vangt Sint-Eligius de winter aan, dan stut hem voort driemaal de maan. Dat wil zeggen dat er een lange winter volgt als het op 1 december vriest.
- Sint-Andries brengt de vries, Sint-Eloy brengt de dooi.
- Sint-Eloy smeedt drie maand ijs, dat wil zeggen dat het weer van 1 december gedurende de komende winter aanhoudt.
- Fällt auf Eligius ein starker Wintertag, die Kälte vier Monate dauern mag.